# Ƥ

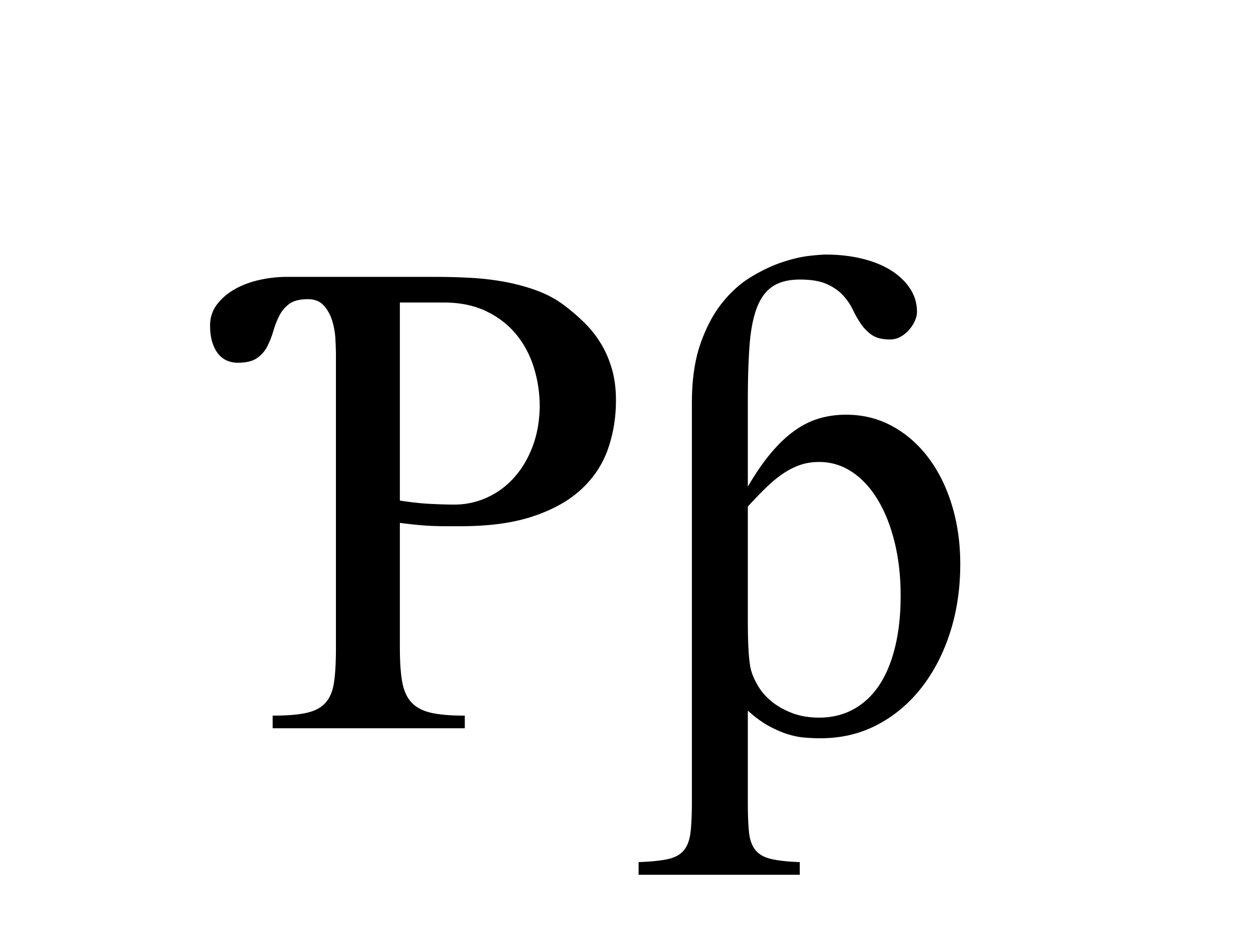
P con gancho en Doulos SIL

La letra Ƥ (minúscula: ƥ), llamada P con gancho, es una letra del alfabeto latino basada en la letra p. Se utiliza en algunos alfabetos de lenguas africanas como el serer.
La minúscula ƥ se usaba anteriormente en el Alfabeto fonético internacional para representar una consonante implosiva bilabial sorda (IPA actual: [ɓ̥] ). Fue retirado en 1993.
La variante minúscula se asemeja a una thorn minúscula (þ)

## Codificación en informática
La mayúscula y la minúscula se ubican en U+01A4 y U+01A5 en Unicode , respectivamente.
- Datos: Q394702
- Multimedia: Ƥ / Q394702